# Weymouthden
Weymouthden (Pinus strobus) is een soort uit de dennenfamilie (Pinaceae). Het is een conifeer die van nature voorkomt in het oosten van Noord-Amerika. De boom is voor het hout geïntroduceerd in Midden- en West-Europa, alwaar ze een hoogte kan bereiken tot 30 à 40 m. In het oosten van de Verenigde Staten bereikt de boom een hoogte van 55 meter en is het de hoogste boomsoort die daar van nature voorkomt. De boom is genoemd naar Brits ontdekkingsreiziger George Weymouth.

## Determinatie
De kroon is smal-kegelvormig. Met het ouder worden wordt de kroon onregelmatiger en vlakker. De boomschors is glad en groenachtig bruin. Later wordt de schors grijsachtig tot zwart met een beetje paarse gloed. Tevens komen er dan groeven in de schors te zitten. De twijgen zijn slank en heldergroen. Later worden de takken groenachtig bruin en behaard. De boom kan in Noord-Amerika 200–250 jaar oud worden, uitzonderlijke exemplaren bereikten een leeftijd van 500 jaar.
De knoppen zijn eivormig, spits en oranjebruin. Weymouthden heeft soepele en slanke blauwachtig groene naalden van 5–14 cm lang. Ze groeien in bosjes van vijf dicht opeen en zijn naar de top toe gericht.
De kegelvruchten zijn bruin, banaanvormig en 10–15 cm lang. De kegelschubben zijn naar buiten gekromd. Jonge kegels zijn groener en rechter dan oudere kegels.

## Toepassing
Het bleekbruine, lichte hout van weymouthden leent zich voor het maken van deuren en kozijnen, maar ook voor kisten en meubels.

## Ziekten
Weymouthden kan aangetast worden door weymouth-dennenblaasroest.

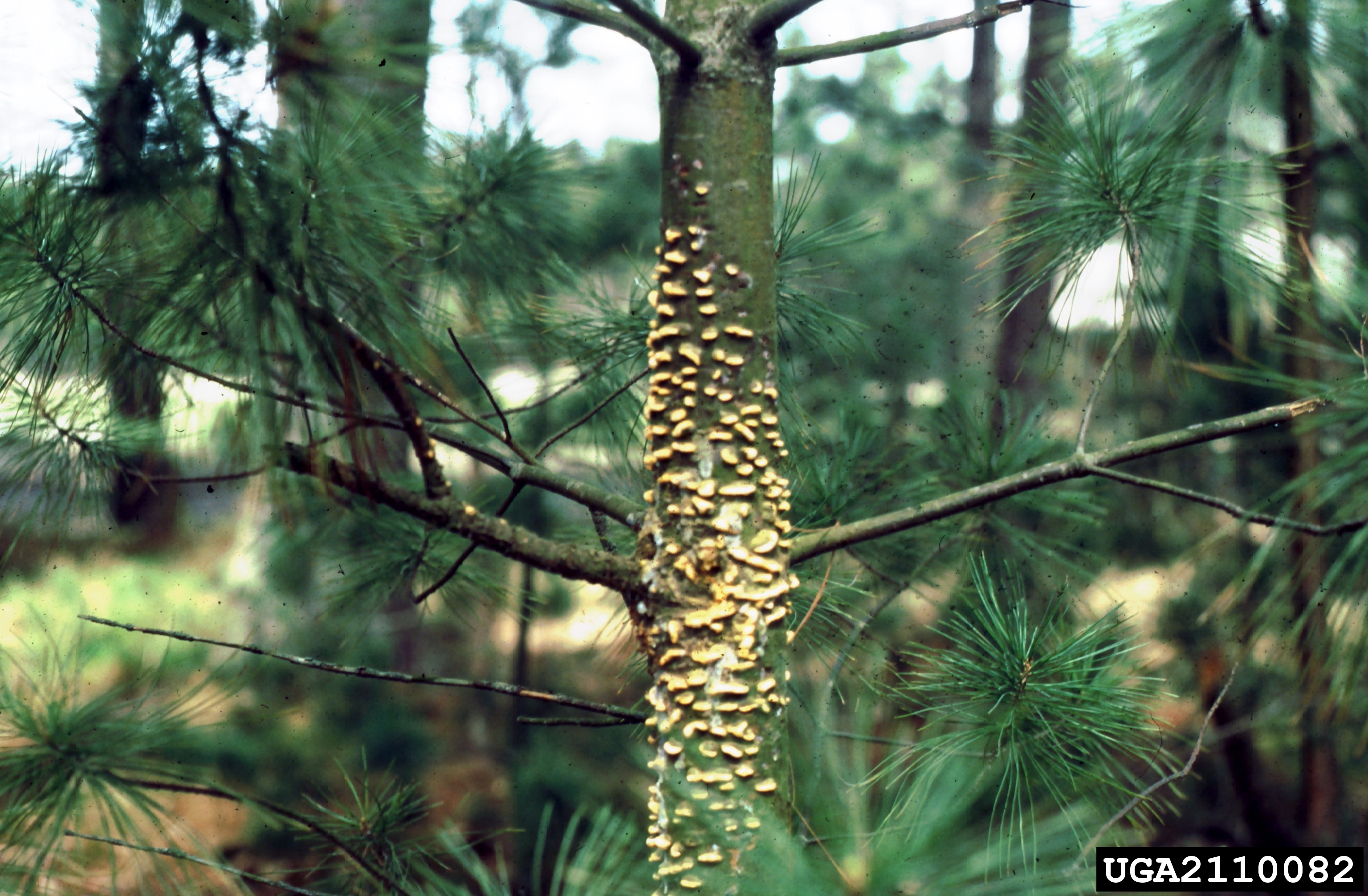
Aecia van weymouth-dennenblaasroest.